# Gorlin-Goltz-Syndrom
Das Gorlin-Goltz-Syndrom oder Gorlin-Syndrom, auch Basalzellnävus-Syndrom, Fünfte Phakomatose oder Naevus epitheliomatodes multiplex genannt, ist ein erbliches Leiden (autosomal-dominant), bei welchem die Betroffenen zahlreiche Basalzellkarzinome in Kombination mit multiplen Kieferzysten und Rippenanomalien entwickeln. Weitere Namen sind Hermans-Grosfeld-Spaas-Valk-Syndrom und Ward’s Syndrom II.
Die ersten beiden Bezeichnungen gehen zurück auf die Beschreibung durch den US-amerikanischen Humangenetiker und Stomatologen Robert James Gorlin (1923–2006) und den Dermatologen Robert William Goltz (1923–2014) im Jahr 1960.
Das Syndrom sollte nicht mit dem sehr ähnlich benannten Goltz-Gorlin-Syndrom (Fokale dermale Hypoplasie) verwechselt werden.

## Epidemiologie
Die Häufigkeit wird mit 1–9 auf 1.000.000 angegeben.
Die Vererbung erfolgt autosomal-dominant, Hauptmanifestation ist zwischen 30. und 50. Lebensjahr.
Einige Quellen behaupten, Frauen seien häufiger betroffen, anderen zufolge gibt es keinen Geschlechtsunterschied.

## Ursache
Der Erkrankung zugrunde liegen
Mutationen im PTCH1-Gen (9q22.3) für den Patched-Rezeptor.

## Diagnostik
Diagnostische Kriterien sind:
- Multiple Basaliome
- Multiple Kieferzysten, Cherubismusartiges Gesicht
- Rippenanomalien, Gabelrippen, Wirbelsäulenverkrümmungen
- Agenesie des Corpus callosum, Verkalkung der Falx cerebri
- kantige Schädelform, verbreiterter Nasenrücken, Hypertelorismus
- Palmo-plantarkeratose
- Ovarfibrome, Hypogonadismus

## Differentialdiagnose
Abzugrenzen sind das Trichoepitheliom (Brooke-Syndrom Epithelioma adenoides cysticum), alle übrigen neurokutanen Syndrome, das Lewandowsky-Lutz-Syndrom sowie der Cherubismus.
Ferner das Bazex-Syndrom, das Greig-Syndrom und das Muir-Torre-Syndrom.

## Klinik
In der Regel finden sich im Bereich des Gesichtes bereits frühzeitig blasse bis bräunlich pigmentierte Knötchen. Die Betroffenen zeigen eine typische Gesichtsform mit vorstehendem Unterkiefer und einer nach vorne gewölbten Stirn. Häufig finden sich im Bereich der Kiefer von den Zähnen ausgehende Zysten. Skelettfehlbildungen, beispielsweise an den Rippen und Wirbeln, sowie Hyperkeratosen der Sohlen und Handflächen sind häufig.

## Therapie
Durch ständige neue Basalzellkarzinome müssen die Patienten häufig operiert werden, teilweise müssen große Areale der Haut transplantiert werden. Als weitere Option steht die Elektrochemotherapie zur Verfügung. Als Komplikation kann bereits im Kindesalter ein Medulloblastom entstehen, dies tritt bei 5–10 % der von der Krankheit Betroffenen auf.

## Geschichte
Bereits 1872 gab es eine Einzelfallbeschreibung durch Moriz Kaposi (1837–1902).